# Lidara
Lidara est une commune rurale située dans le département d'Orodara de la province de Kénédougou dans la région des Hauts-Bassins au Burkina Faso.

## Géographie
Lidara est située à 6 km au nord-ouest d'Orodara sur la route régionale 26.

## Santé et éducation
Le centre de soins le plus proche de Lidara est le centre de santé et de promotion sociale (CSPS) d'Orodara.